# Hillebrand Jenő-barlang
A Hillebrand Jenő-barlang Magyarország fokozottan védett barlangjai közül az egyik. A Bükki Nemzeti Parkban található. Az itt talált karcok Magyarország egyetlen őskőkorszaki ősemberi karcai és az ilyen karcok legkeletibb előfordulása Európában.

## Leírás
Közvetlenül a Kő-lyuk közelében, attól mélyebben, a bükk-fennsíki Kis-fennsíkon, a Kőlyuk-galya délkeleti lejtőjén van a nehezen észrevehető bejárata. 431 méter tengerszint feletti magasságban nyíló, felső triász mészkőben kialakult, 240 méter hosszú barlang. Karsztvízszint alatti oldás és freatikus oldás hatására jött létre, majd később víznyelőbarlanggá vált. Falain a szingenetikus breccsásodás nyomai is láthatók. A szűk, 70 centiméter átmérőjű, északnak néző bejárata elágazó, gazdag formakincsű járatokba vezet.
Formakincsének néhány jellemző eleme a gömbüst, a meander, a patakmeder, a mennyezeti csatorna, a mennyezeti sík és a szinlő. Ásványkiválások közül megtalálhatók benne a függőcseppkő, az állócseppkő, a cseppkőlefolyás, a cseppkőzászló, a hegyitej, amely helyenként visszaoldódott, a borsókő és a hieroglifa mintázat. Denevérek is előfordulnak benne és néha ragadozó kisemlősök látogatják. A lezárt barlang idegenforgalom számára nem megnyitott szakaszai csak a Bükki Nemzeti Park Igazgatóság engedélyével látogathatók. Bejárásához barlangjáró alapfelszerelés kell.
Régen gyakran összekeverték, illetve nem tettek különbséget a régészeti leírásokban a Hillebrand Jenő-barlang és a Kő-lyuk között a két barlang közelsége miatt. A Hillebrand Jenő-barlangnak eleinte Kőlyuk 2. volt a neve. Hillebrand Jenő ősrégészről nevezték el, aki nem kutatta ezt a barlangot. Előfordul a barlang az irodalmában Cölöpkunyhós-barlang (Lénárt 1979), Hillebrand barlang (Korek 1958), Hillebrand Jenő barlang (Korek 1958), Kaszáskuti barlang (Bertalan 1976), Kaszáskúti-barlang (Kordos 1984), Kaszás-kúti-barlang (Regős, Ringer 2003), Kő-lyuk II (Lénárt 1979), Kő-lyuk 2. (Takácsné 1987), Kő-lyuk II. (Hevesi 2002), Kőlyuk 2. (Regős, Ringer 2003), Kőlyuk II. barlang (Bertalan 1976) és Kőlyuk II. sz. barlang (Korek 1958) neveken is.

## Leletek
A régészeti feltárást 1949-ben a Nemeskéri János, Párducz Mihály és Korek József által alkotott kutatóhármas kezdte. 1958-ban Korek József az egyik kutatógödör mögött megtalálta a Kaparásnyomos-terem nevű részt, ahol egy négyzetméter falfelületen két irányból, négyesével húzott, párhuzamos vonalak láthatók, melyek a barlangi medve kaparását utánozzák. Vértes László a kaparások dőlésszöge alapján, Ludok Seitl a medvék szokásai alapján állította, Kraus Sándor és Regős József pedig a bemetszések alakja és szelvénye alapján feltételezte, hogy azokat nem kaparhatta medve. Vértes László ezt a medvekultusz nyomának tekintette és ezért a barlangot feltételesen az aurignaci kultúra lelőhelyei közé sorolta. Vértes László megállapította, hogy az ősember éles kőpengével véste bele a jeleket a sziklába. Innen barlangi medve koponyája és csontjai is előkerültek. A barlang fiatalabb kultúrája a neolitikumból való.
1949-ben Nemeskéri Jánosék két zsugorított helyzetben eltemetett csontvázat tártak fel a bejárati teremben, majd 1975-ben Kordos László egy harmadikat is felfedezett. A Kordos László által talált csontokat egy 30-40 éves korában elhunyt nő csontjainak azonosították. A Büdös-pestben talált női lelet és ez a csontváz antropológusok véleménye szerint közeli genetikai kapcsolatban álló egyedekhez tartozik. A közelében talált két tűzhelyréteg közül az alsónak a kora 5985 ±60 év. Az innen továbbvezető folyosó végén egy nagyobb üreg, a Cölöplyukas-terem található. A felszínt borító iszapréteg eltávolítása után derült ki, hogy összesen 177 különböző méretű cölöp helye azonosítható. A feltárt szintben talált kevés cserép a bükki kultúra képviselte. A teremben két tűzhelyet találtak, melyek közül a nagyobbik az Aggteleken talált áldozati tűzhelyhez hasonlított. Az emberi csontvázak és a cölöplyukak is a bükki kultúra emlékei.
A Fűköh Levente által végzett malakológiai vizsgálat kimutatta, hogy az alsó rétegben a bokros területet kedvelő puhatestűek, a felette levő, nedvesebb időszakot jelző rétegben pedig az erdőkedvelő csigák maradványai voltak túlsúlyban. A legfelső iszaprétegben megint a nyílt területet kedvelők vették át a vezető szerepet. Ez egyezett a pollenvizsgálatok eredményével. Valószínűleg az ember irtotta ki a fákat, hiszen az éghajlat változása nem indokolta az erdőterület csökkenését.

## Kutatástörténet
Alföldi Géza geológushallgató fedezte fel 1947-ben. 1949-ben Balogh Tamás bejelentésére Nemeskéri János, Párducz Mihály és Korek József folytattak régészeti feltárást benne, a kutatásvezető Párducz Mihály volt. Ekkor 50–60 darab cseréptöredék, két tűzhelynyom, két cölöplyukban levő hegyesre faragott facölöp maradvány, hamu, faszén és cserépdarabkák kerültek elő. A leleteket a Herman Ottó Múzeumba vitték. 1951-től régészeti védelem alatt áll miniszteri határozat alapján. 1958-ban Korek József 177 cölöplyukat azonosított a vessző méretűektől a 16 centiméteres méretig. A barlang első térképe, amely egy térképvázlat, ekkor lett megrajzolva. 1958-ban történt, hogy Vértes László, Csalog Zsuzsa és Jánossy Dénes a kaparásnyomokról negatívot készített.
1960-ban Vértes László ásatott benne és ekkor újra lett térképezve. 1975-ben Kordos László végzett régészeti feltárást a barlangban és a munkáról a VM Foton Barlangkutató Csoport tagjai Tihanyi Péter vezetésével fényképeket és mozgófilmet készítettek. A régészeti ellenőrzést Hellebrandt Magdolna és Bácskay Erzsébet, az embertani leletek azonosítását Szathmáry László végezték. Az 1975. évi MKBT Beszámolóban kiadott, Jánossy Dénes által írt jelentésben meg van említve, hogy 1975-ben gerinces őslénytani anyag gyűjtése történt a Kőlyuk-II.-ben.
1975-ben a MEAFC Marcel Loubens Barlangkutató Szakcsoport megállapította, hogy az Udvar-kő összefügg a Kő-lyuk barlangcsoporttal, név szerint a Kő-lyukkal, a Kő-lyuk 3.-mal és a Hillebrand Jenő-barlanggal. 1976-ban vált országos jelentőségű barlanggá az 5300-as (Bükk) barlangkataszteri területen lévő, varbói Hillebrand Jenő-barlang. Az 1976-ban összeállított, országos jelentőségű barlangok listájában lévő barlangnevek pontosítása után, 1977. május 30-án összeállított, országos jelentőségű barlangok listáján rajta van a Bükk hegységben, Varbón található barlang Hillebrand Jenő-barlang néven.
Az 1976-ban befejezett, Magyarország barlangleltára című kéziratban az olvasható, hogy a Bükk hegységben, Miskolcon helyezkedik el a Kőlyuk II. barlang, amelynek további nevei Hillebrand Jenő barlang és Kaszáskuti barlang. A Kő-lyuktól K-re, lejjebb van a bejárata. Bejárata kis nyílású, sziklás töbörfenéken található. A barlang kb. 120 m hosszú és kb. 20 m mély. Néhány teremből és folyosóból áll a barlang. Hasznosítás: csak tudományos kutatásra. Újkőkorszaki ember cölöphelyes telepe. Az országban egyedülálló sziklakarcok vannak benne. Fokozott védelem. A kézirat barlangra vonatkozó része 1 irodalmi mű alapján lett írva. Az 1978. évi Karszt és Barlangban lévő és Jánossy Dénes által írt megemlékezés szerint Vértes László az Istállós-kői-barlang ásatásán kifejlesztett komplex vizsgálati módszerekkel végezte pl. a Hillebrand-barlang ásatását.
Az 1979-ben megjelent, Barlangok a Bükkben című könyvben szó van arról, hogy az Udvar-kőtől ÉK-re 300 m-re lévő Kő-lyuk barlangcsoport bejárásához világítóeszköz és turistaruha mindenképpen kell. A Kő-lyuktól K-re 30 m-re helyezkedik el a Kő-lyuk II, amely jelenleg Hillebrand Jenő nevét viseli. Sokan Cölöpkunyhós-barlangnak ismerik, mert egyetlen nagy termében az ősrégészek megtalálták egy újkőkorszaki cölöptanya maradványait. A Hillebrand Jenő-barlangnak egy hatalmas, részben szakadéktöbör jellegű képződmény alján van a bejárata. Egy időben le volt zárva, jelenleg nincs.
Ez az egyetlen olyan barlang Magyarországon, amely karcokkal van díszítve. A szerző kéri az olvasókat, hogyha arra járnak, akkor a kaparásokat, valamint a cölöpkunyhó nyomait maximálisan védjék az utókor számára. A kiadványban látható egy fénykép, amelyen a barlang cölöptanyás terme figyelhető meg. A könyvhöz mellékelt, a Bükk hegység barlangokban leggazdagabb területét bemutató térképen látható a 91-es számmal jelölt Kő-lyuk barlangcsoport földrajzi elhelyezkedése. 1979-ben Fűköh Levente készítette el a barlang kitöltésének malakológiai feldolgozását.
Az 1980. évi Karszt és Barlang 1. félévi számában publikálva lett, hogy a kiemelt jelentőségű Hillebrand Jenő-barlang az 5300-as barlangkataszteri területen (Bükk hegység) helyezkedik el. A barlangnak 5363/5. a barlangkataszteri száma. Az MKBT Dokumentációs Bizottsága a helyszínen el fogja helyezni, a többi kiemelt jelentőségű barlanghoz hasonlóan, a barlang fémlapba ütött barlangkataszteri számát. A barlangkataszteri szám beütéséhez alapul szolgáló fémlap ugyanolyan lesz mint a többi kiemelt jelentőségű barlang fémlapja. 1982. július 1-től az Országos Környezet- és Természetvédelmi Hivatal elnökének 1/1982. (III. 15.) OKTH számú rendelkezése (1. §. és 3. §., illetve 5. sz. melléklet) értelmében a Bükk hegységben lévő Hillebrand Jenő-barlang fokozottan védett barlang. Az 1982. szeptember–októberi MKBT Műsorfüzetben meg van említve, hogy a Bükk hegységben található Hillebrand Jenő-barlang fokozottan védett barlang. A felsorolásban a barlangnevek az MKBT által jóváhagyott és használt helyesírás szerint, javított formában lettek közölve.
1983-ban Kárpát József térképezte fel a barlangot. Az 1984-ben napvilágot látott, Magyarország barlangjai című könyv országos barlanglistájában szerepel a Bükk hegységben lévő barlang Kőlyuk 2. sz. barlang néven Hillebrand Jenő-barlang és Kaszáskúti-barlang névváltozatokkal. A listához kapcsolódóan látható az Aggteleki-karszt és a Bükk hegység barlangjainak földrajzi elhelyezkedését bemutató 1:500 000-es méretarányú térképen a barlang földrajzi elhelyezkedése. 1984-ben, 1986-ban, 1987-ben, 1988-ban és 1992-ben a Marcel Loubens Barlangkutató Egyesület denevér-megfigyeléseket végzett a Hillebrand Jenő-barlangban.
Az 1986. évi Karszt és Barlangban megjelent bibliográfia regionális bibliográfia részében szerepel a barlang Hillebrand Jenő-barlang néven. Az összeállítás szerint a Karszt és Barlangban publikált írások közül 1 foglalkozik a barlanggal. Az 1987. december 31-i állapot alapján Magyarország 67. leghosszabb barlangja az 5363/5 barlangkataszteri számú, 213 m hosszú Hillebrand Jenő-barlang (Kő-lyuk 2.). Az összeállítás szerint az 1977. évi Karszt és Barlangban közölt hosszúsági listában a barlang nincs benne. Kárpát József 1983. évi felmérésekor lett megállapítva, hogy a barlang 213 m hosszú.
1987-ben Kováts Nóra külön jelentésben számolt be a barlangban végzett denevér-megfigyeléseiről. 1991-ben Lénárt László szintén a denevéreket vizsgálta. 1992-ben a Bükki Nemzeti Park Igazgatósága lezáratta bejáratát. Ebben az évben Demeter Zita térképet készített a barlangban található beásások, földkupacok és cölöplyukak helyéről. Dobrosi Dénes 1993-ban jelentős denevértanyának írta le. Sásdi László 1993-ban a Bükk hegység paleokarsztjára vonatkozó megfigyeléseikor a Hillebrand Jenő-barlangot is kutatta. 1997-ben a Bükki Nemzeti Park Igazgatósága stabilizáltatta a bejárati részt.
1998. május 14-től a környezetvédelmi és területfejlesztési miniszter 13/1998. (V. 6.) KTM rendelete szerint a Bükki Nemzeti Park Igazgatóság illetékességi területén, a Bükk hegységben található Hillebrand Jenő-barlang az igazgatóság engedélyével látogatható. 2001. május 17-től a környezetvédelmi miniszter 13/2001. (V. 9.) KöM rendeletének értelmében a Bükk hegység területén lévő Hillebrand Jenő-barlang fokozottan védett barlang. Egyidejűleg a fokozottan védett barlangok körének megállapításáról szóló 1/1982. (III. 15.) OKTH rendelkezés hatályát veszti.
A 2003-ban megjelent, Magyarország fokozottan védett barlangjai című könyv szerint 135 méter hosszú, 26,5 méter függőleges kiterjedésű és 62 méter vízszintes kiterjedésű. A 2004-es jelentésében Kraus Sándor számolt be addigi megfigyeléseinek eredményeiről. 2005. szeptember 1-től a környezetvédelmi és vízügyi miniszter 22/2005. (VIII. 31.) KvVM rendelete szerint a Bükki Nemzeti Park Igazgatóság működési területén, a Bükk hegységben található Hillebrand Jenő-barlang látogatók számára nem megnyitott szakaszai a felügyelőség engedélyével látogathatók. 2005. szeptember 1-től a környezetvédelmi és vízügyi miniszter 23/2005. (VIII. 31.) KvVM rendelete szerint a Bükk hegységben lévő Hillebrand Jenő-barlang fokozottan védett barlang.
A 2005-ben kiadott, Magyar hegyisport és turista enciklopédia című kiadványban önálló szócikke van a barlangnak. A szócikk szerint a Hillebrand Jenő-barlang (Kő-lyuk II.) a Bükk hegységben található és 1982-től fokozott védelem alatt álló természeti érték. A Kis-fennsíkon, a Kő-lyuktól néhány m-re, 431 m tszf. magasságban van a szűk bejárata. 1947-ben lett feltárva. A 135 m hosszú üregrendszer triász mészkőben keletkezett. Bejárata gazdag formakincsű, elágazó járatba vezet. Egyik terméből az újkőkori bükki kultúra leletanyaga (edények, tűzhely), illetve cölöpkunyhók nyomai kerültek elő. Cseppköves oldalágában barlangi medve koponya és csontok mellett medvekaparást utánzó nyomokat fedeztek fel a falakon. Engedéllyel tekinthető meg a lezárt barlang, amely 1951-től régészeti védelem alatt áll. 2006-os jelentésében Kraus Sándor megint foglalkozott vele.
2007. március 8-tól a környezetvédelmi és vízügyi miniszter 3/2007. (I. 22.) KvVM rendelete szerint a Bükki Nemzeti Park Igazgatóság működési területén lévő Bükk hegységben elhelyezkedő Hillebrand Jenő-barlang látogatók számára nem megnyitott szakaszai az igazgatóság engedélyével tekinthetők meg. 2011-ben a Herman Ottó Múzeum újra, megbízhatóbban lezárta. 2013. július 19-től a vidékfejlesztési miniszter 58/2013. (VII. 11.) VM rendelete szerint a Hillebrand Jenő-barlang (Bükk hegység, Bükki Nemzeti Park Igazgatóság működési területe) idegenforgalom számára nem megnyitott szakaszai az igazgatóság hozzájárulásával látogathatók. 2013. augusztus 12-től a belügyminiszter 43/2013. (VIII. 9.) BM rendelete szerint a Borsod-Abaúj-Zemplén megyei, parasznyai, 5363-5 barlangkataszteri számú és 16737 lelőhely-azonosítójú Hillebrand Jenő-barlang régészeti szempontból jelentős barlangnak minősül.
A 2012–2014. évi Karszt és Barlangban közölve lett, hogy a turistáknak kiépített Hillebrand Jenő-barlangot 2012-ben, 2013-ban és 2014-ben senki sem látogatta meg overállos barlangtúrán. 2015. november 3-tól a földművelésügyi miniszter 66/2015. (X. 26.) FM rendelete szerint a Hillebrand Jenő-barlang (Bükk hegység) fokozottan védett barlang. 2021. május 10-től az agrárminiszter 17/2021. (IV. 9.) AM rendelete szerint a Hillebrand Jenő-barlang (Bükk hegység, Bükki Nemzeti Park Igazgatóság működési területe) idegenforgalom számára nem megnyitott szakaszai az igazgatóság engedélyével látogathatók. A 13/1998. (V. 6.) KTM rendelet egyidejűleg hatályát veszti.

## Látogatási statisztika
A Hillebrand Jenő-barlang látogatóinak száma évenként:
| év              | 2009 | 2010 | 2011 | 2012 | 2013 | 2014 | 2015 | 2016 | 2017 | 2018 |
| látogatók száma | 5    | 0    | 0    | 0    | 0    | 0    | 0    | 6    | 6    | 0    |

## További irodalom
- Demeter Zita: A Bükk Kis-fennsíkjának Kőlyuk barlangjai. Diák pályamunka a „Földtani Örökségünk” című pályázatra. Kézirat, Nyíregyháza, 25 old.
- Fűköh Levente – Krolopp Endre: A Kőlyuk II. és az aggteleki Baradla holocén csiga-faunája. 42 oldal, kézirat.
- Párducz Mihály: Archaeologiai Értesítő, 1949. (76. köt.) 111–112. old.
- Vértes László: Die Rolle des Höhlenbären im ungarischen Paläolithikum. Kézirat a Quartär 1958. számára.